# Ditshiping
Ditshiping est une ville du Botswana.